# Liste der Nummer-eins-Hits in Dänemark (2003)
Dies ist eine Liste der Nummer-eins-Hits in Dänemark im Jahr 2003. Sie basiert auf den offiziellen Album Top-40 und Single Top-20, die im Auftrag von IFPI Danmark erstellt werden. Es gab in diesem Jahr 17 Nummer-eins-Singles und 23 Nummer-eins-Alben.
Erfolgreichstes Lied des Jahres war Superstar von Christine Milton, 7–9–13 von Kim Larsen & Kjukken war das Album des Jahres.

## Singles
| ← 2002 ← | Liste der Nummer-eins-Hits in Dänemark | Liste der Nummer-eins-Hits in Dänemark | Liste der Nummer-eins-Hits in Dänemark | 2004 → |
| \| Zeitraum \| Wo. ges. \| Interpret \| Titel Autor(en) \| Zusätzliche Informationen \| \| (Zeitraum, Wochen auf Platz eins, Interpret, Titel, Autor[en], zusätzliche Informationen) \| \| \| \| \| \| ----------------------------------------------------------------------------------------- \| -------- \| ---------------------------- \| ---------------------------------------------------------------------------------------------------------------------------------------------------------------------------------------- \| ------------------------------------------------------------------------------------------------------------------------------------------------------------------------------------------------ \| \| 13. Dezember 2002 – 9. Januar 2003 4 Wochen (insgesamt 6) \| 6 \| Julie \| Every Little Part of Me Musik: Kim Møller Elsberg; Text: Billy Lawrie \| – \| \| 10. Januar 2003 – 16. Januar 2003 1 Woche \| 1 \| t.A.T.u. \| All the Things She Said Sergey Galoyan, Ivan Nikolaevich Shapovalov, Trevor Charles Horn, Martin Kierszenbaum, Elena Vladimirovna Kiper, Valerij Valentinovich Polienko \| – \| \| 17. Januar 2003 – 30. Januar 2003 2 Wochen (insgesamt 6) \| 6 \| Julie \| Every Little Part of Me Musik: Kim Møller Elsberg; Text: Billy Lawrie \| – \| \| 31. Januar 2003 – 6. Februar 2003 1 Woche \| 1 \| Eminem \| Lose Yourself Marshall B. Mathers, Luis Edgardo Resto, Jeff Bass \| – \| \| 7. Februar 2003 – 27. März 2003 7 Wochen \| 7 \| Christine Milton \| Superstar Mikkel Johan Imer Sigvardt, Joe Belmaati, Mich Hedin Hansen \| Christine Milton wurde durch Popstars bekannt, obwohl sie dort nicht gewinnen konnte, wird ihr Titel zum Hit. Superstar wird später, in der Version von Jamelia, auch international erfolgreich. \| \| 28. März 2003 – 24. April 2003 4 Wochen (insgesamt 5) \| 5 \| 50 Cent \| In da Club Michael A. Elizondo Jr., André Romell Young, Curtis James Jackson \| – \| \| 25. April 2003 – 1. Mai 2003 1 Woche \| 1 \| Madonna \| American Life Mirwais Ahmadzai, Madonna Louise Ciccone \| – \| \| 2. Mai 2003 – 8. Mai 2003 1 Woche (insgesamt 5) \| 5 \| 50 Cent \| In da Club Michael A. Elizondo Jr., André Romell Young, Curtis James Jackson \| – \| \| 9. Mai 2003 – 15. Mai 2003 1 Woche \| 1 \| Laze \| Steppin’ Out Laze, Lasse Eckstrøm, Andreas Bang Hemmeth, Peter Düring \| – \| \| 16. Mai 2003 – 12. Juni 2003 4 Wochen \| 4 \| Fu:el \| Please Please \| Die Boyband gewann die dritte Ausgabe der dänischen Popstars-Castingshow. \| \| 13. Juni 2003 – 10. Juli 2003 4 Wochen \| 4 \| Daniel Bedingfield \| If You’re Not the One Daniel Bedingfield \| – \| \| 11. Juli 2003 – 21. August 2003 6 Wochen (insgesamt 7) \| 7 \| UFO Yepha \| Hver dag Kristian Humaidan, Jeppe Bruun Wahlstrøm \| – \| \| 22. August 2003 – 4. September 2003 2 Wochen \| 2 \| Safri Duo \| Fallin’ High Klas Johan Wahl, Georgios Nakas, Francis Weyer, Morten Friis, Uffe Savery, Michael Parsberg Hansen, Alain Pierre Ward, Douglas Lucas \| – \| \| 5. September 2003 – 11. September 2003 1 Woche (insgesamt 7) \| 7 \| Ufo Yepha \| Hver dag Kristian Humaidan, Jeppe Bruun Wahlstrøm \| – \| \| 12. September 2003 – 30. Oktober 2003 7 Wochen \| 7 \| The Black Eyed Peas \| Where Is the Love? Will Adams, Allan Apll Pineda, Priese Prince Lamont Board, Mike Fratantuno, Justin R. Timberlake, Jaime Luis Gomez, George Pajon \| – \| \| 31. Oktober 2003 – 6. November 2003 1 Woche \| 1 \| Blue \| Guilty Gary Barlow, Eliot John Kennedy, Tim Woodcock, Duncan James \| – \| \| 7. November 2003 – 13. November 2003 1 Woche \| 1 \| Sugababes \| Hole in the Head Nick Coler, Miranda Eleanor de Fonbrune Cooper, Brian Higgins, Timothy Martin Powell, Niara Arain Scarlett, Keisha Kerreece Fayeanne Buchanan, Mutya Buena, Heidi Range \| – \| \| 14. November 2003 – 20. November 2003 1 Woche \| 1 \| Kylie Minogue \| Slow Kylie Minogue, Emiliana Torrini, Dan Carey \| – \| \| 21. November 2003 – 27. November 2003 1 Woche \| 1 \| Britney Spears feat. Madonna \| Me Against the Music Madonna Louise Ciccone, Dorian Michelle Hardnett, Terius Youngdell Nash, Thabiso Nkhereanye, Gary Stewart O’Brien, Britney Spears, Christopher A. Stewart \| – \| \| 28. November 2003 – 22. Januar 2004 8 Wochen \| 8 \| Maria Lucia \| Taking Back My Heart Dan Laustsen, Christina Undhjem, Josh, Martin Michael Larsson, Lars H. Jensen \| Maria Lucia ist die Siegerin der vierten Popstars-Staffel. \| |                                        |                                        | | |
| ← 2002 |                                        |                                        | | → 2004 → |
| Zeitraum | Wo. ges.                               | Interpret                              | Titel Autor(en) | Zusätzliche Informationen |
| (Zeitraum, Wochen auf Platz eins, Interpret, Titel, Autor[en], zusätzliche Informationen) |                                        |                                        | | |
| 13. Dezember 2002 – 9. Januar 2003 4 Wochen (insgesamt 6) | 6                                      | Julie                                  | Every Little Part of Me Musik: Kim Møller Elsberg; Text: Billy Lawrie | – |
| 10. Januar 2003 – 16. Januar 2003 1 Woche | 1                                      | t.A.T.u.                               | All the Things She Said Sergey Galoyan, Ivan Nikolaevich Shapovalov, Trevor Charles Horn, Martin Kierszenbaum, Elena Vladimirovna Kiper, Valerij Valentinovich Polienko                  | – |
| 17. Januar 2003 – 30. Januar 2003 2 Wochen (insgesamt 6) | 6                                      | Julie                                  | Every Little Part of Me Musik: Kim Møller Elsberg; Text: Billy Lawrie | – |
| 31. Januar 2003 – 6. Februar 2003 1 Woche | 1                                      | Eminem                                 | Lose Yourself Marshall B. Mathers, Luis Edgardo Resto, Jeff Bass | – |
| 7. Februar 2003 – 27. März 2003 7 Wochen | 7                                      | Christine Milton                       | Superstar Mikkel Johan Imer Sigvardt, Joe Belmaati, Mich Hedin Hansen | Christine Milton wurde durch Popstars bekannt, obwohl sie dort nicht gewinnen konnte, wird ihr Titel zum Hit. Superstar wird später, in der Version von Jamelia, auch international erfolgreich. |
| 28. März 2003 – 24. April 2003 4 Wochen (insgesamt 5) | 5                                      | 50 Cent                                | In da Club Michael A. Elizondo Jr., André Romell Young, Curtis James Jackson | – |
| 25. April 2003 – 1. Mai 2003 1 Woche | 1                                      | Madonna                                | American Life Mirwais Ahmadzai, Madonna Louise Ciccone | – |
| 2. Mai 2003 – 8. Mai 2003 1 Woche (insgesamt 5) | 5                                      | 50 Cent                                | In da Club Michael A. Elizondo Jr., André Romell Young, Curtis James Jackson | – |
| 9. Mai 2003 – 15. Mai 2003 1 Woche | 1                                      | Laze                                   | Steppin’ Out Laze, Lasse Eckstrøm, Andreas Bang Hemmeth, Peter Düring | – |
| 16. Mai 2003 – 12. Juni 2003 4 Wochen | 4                                      | Fu:el                                  | Please Please | Die Boyband gewann die dritte Ausgabe der dänischen Popstars-Castingshow. |
| 13. Juni 2003 – 10. Juli 2003 4 Wochen | 4                                      | Daniel Bedingfield                     | If You’re Not the One Daniel Bedingfield | – |
| 11. Juli 2003 – 21. August 2003 6 Wochen (insgesamt 7) | 7                                      | UFO Yepha                              | Hver dag Kristian Humaidan, Jeppe Bruun Wahlstrøm | – |
| 22. August 2003 – 4. September 2003 2 Wochen | 2                                      | Safri Duo                              | Fallin’ High Klas Johan Wahl, Georgios Nakas, Francis Weyer, Morten Friis, Uffe Savery, Michael Parsberg Hansen, Alain Pierre Ward, Douglas Lucas                                        | – |
| 5. September 2003 – 11. September 2003 1 Woche (insgesamt 7) | 7                                      | Ufo Yepha                              | Hver dag Kristian Humaidan, Jeppe Bruun Wahlstrøm | – |
| 12. September 2003 – 30. Oktober 2003 7 Wochen | 7                                      | The Black Eyed Peas                    | Where Is the Love? Will Adams, Allan Apll Pineda, Priese Prince Lamont Board, Mike Fratantuno, Justin R. Timberlake, Jaime Luis Gomez, George Pajon                                      | – |
| 31. Oktober 2003 – 6. November 2003 1 Woche | 1                                      | Blue                                   | Guilty Gary Barlow, Eliot John Kennedy, Tim Woodcock, Duncan James | – |
| 7. November 2003 – 13. November 2003 1 Woche | 1                                      | Sugababes                              | Hole in the Head Nick Coler, Miranda Eleanor de Fonbrune Cooper, Brian Higgins, Timothy Martin Powell, Niara Arain Scarlett, Keisha Kerreece Fayeanne Buchanan, Mutya Buena, Heidi Range | – |
| 14. November 2003 – 20. November 2003 1 Woche | 1                                      | Kylie Minogue                          | Slow Kylie Minogue, Emiliana Torrini, Dan Carey | – |
| 21. November 2003 – 27. November 2003 1 Woche | 1                                      | Britney Spears feat. Madonna           | Me Against the Music Madonna Louise Ciccone, Dorian Michelle Hardnett, Terius Youngdell Nash, Thabiso Nkhereanye, Gary Stewart O’Brien, Britney Spears, Christopher A. Stewart           | – |
| 28. November 2003 – 22. Januar 2004 8 Wochen | 8                                      | Maria Lucia                            | Taking Back My Heart Dan Laustsen, Christina Undhjem, Josh, Martin Michael Larsson, Lars H. Jensen                                                                                       | Maria Lucia ist die Siegerin der vierten Popstars-Staffel. |

## Alben
| ← 2002 ← | Liste der Nummer-eins-Hits in Dänemark | Liste der Nummer-eins-Hits in Dänemark | Liste der Nummer-eins-Hits in Dänemark | 2004 →                    |
| \| Zeitraum \| Wo. ges. \| Interpret \| Titel \| Zusätzliche Informationen \| \| (Zeitraum, Wochen auf Platz eins, Interpret, Titel, zusätzliche Informationen) \| \| \| \| \| \| ------------------------------------------------------------------------------ \| -------- \| -------------------------- \| -------------------------------------- \| ------------------------- \| \| 27. Dezember 2002 – 16. Januar 2003 3 Wochen (insgesamt 6) \| 6 \| Robbie Williams \| Escapology \| – \| \| 17. Januar 2003 – 30. Januar 2003 2 Wochen (insgesamt 3) \| 3 \| (Soundtrack) \| 8 Mile \| – \| \| 31. Januar 2003 – 6. Februar 2003 1 Woche (insgesamt 6) \| 6 \| Robbie Williams \| Escapology \| – \| \| 7. Februar 2003 – 13. Februar 2003 1 Woche (insgesamt 3) \| 3 \| (Soundtrack) \| 8 Mile \| – \| \| 14. Februar 2003 – 20. Februar 2003 1 Woche \| 1 \| Nick Cave & The Bad Seeds \| Nocturama \| – \| \| 21. Februar 2003 – 27. Februar 2003 1 Woche \| 1 \| Carpark North \| Carpark North \| – \| \| 28. Februar 2003 – 13. März 2003 2 Wochen \| 2 \| Julie \| Home \| – \| \| 14. März 2003 – 20. März 2003 1 Woche \| 1 \| Kashmir \| Zitilites \| – \| \| 21. März 2003 – 27. März 2003 1 Woche \| 1 \| Lars Lilholt \| Nefertiti \| – \| \| 28. März 2003 – 3. April 2003 1 Woche (insgesamt 2) \| 2 \| Norah Jones \| Come Away with Me \| – \| \| 4. April 2003 – 17. April 2003 2 Wochen \| 2 \| Céline Dion \| One Heart \| – \| \| 18. April 2003 – 15. Mai 2003 4 Wochen \| 4 \| Shu-Bi-Dua \| @Status \| – \| \| 16. Mai 2003 – 12. Juni 2003 4 Wochen \| 4 \| (Verschiedene Interpreten) \| M:G:P 2003 \| – \| \| 13. Juni 2003 – 3. Juli 2003 3 Wochen \| 3 \| Metallica \| St. Anger \| – \| \| 4. Juli 2003 – 24. Juli 2003 3 Wochen \| 3 \| På Slaget 12 \| Let’s Dance 3 \| – \| \| 25. Juli 2003 – 31. Juli 2003 1 Woche \| 1 \| Evanescence \| Fallen \| – \| \| 1. August 2003 – 14. August 2003 2 Wochen (insgesamt 6) \| 6 \| Robbie Williams \| Escapology \| – \| \| 15. August 2003 – 11. September 2003 4 Wochen \| 4 \| Big Fat Snake \| One Night of Sin \| – \| \| 12. September 2003 – 25. September 2003 2 Wochen \| 2 \| Tim Christensen \| Honeyburst \| – \| \| 26. September 2003 – 2. Oktober 2003 1 Woche \| 1 \| David Bowie \| Reality \| – \| \| 3. Oktober 2003 – 9. Oktober 2003 1 Woche \| 1 \| Sting \| Sacred Love \| – \| \| 10. Oktober 2003 – 16. Oktober 2003 1 Woche \| 1 \| Dido \| Life for Rent \| – \| \| 17. Oktober 2003 – 30. Oktober 2003 2 Wochen \| 2 \| Robbie Williams \| Live Summer 2003 \| – \| \| 31. Oktober 2003 – 6. November 2003 1 Woche \| 1 \| Erann DD \| That’s the Way for Me \| – \| \| 7. November 2003 – 20. November 2003 2 Wochen \| 2 \| R.E.M. \| In Time – The Best of R.E.M. 1988–2003 \| – \| \| 21. November 2003 – 8. Januar 2004 7 Wochen (insgesamt 11) \| 11 \| Kim Larsen & Kjukken \| 7–9–13 \| – \| |                                        |                                        |                                        |                           |
| ← 2002 |                                        |                                        |                                        | → 2004 →                  |
| Zeitraum | Wo. ges.                               | Interpret                              | Titel                                  | Zusätzliche Informationen |
| (Zeitraum, Wochen auf Platz eins, Interpret, Titel, zusätzliche Informationen) |                                        |                                        |                                        |                           |
| 27. Dezember 2002 – 16. Januar 2003 3 Wochen (insgesamt 6) | 6                                      | Robbie Williams                        | Escapology                             | –                         |
| 17. Januar 2003 – 30. Januar 2003 2 Wochen (insgesamt 3) | 3                                      | (Soundtrack)                           | 8 Mile                                 | –                         |
| 31. Januar 2003 – 6. Februar 2003 1 Woche (insgesamt 6) | 6                                      | Robbie Williams                        | Escapology                             | –                         |
| 7. Februar 2003 – 13. Februar 2003 1 Woche (insgesamt 3) | 3                                      | (Soundtrack)                           | 8 Mile                                 | –                         |
| 14. Februar 2003 – 20. Februar 2003 1 Woche | 1                                      | Nick Cave & The Bad Seeds              | Nocturama                              | –                         |
| 21. Februar 2003 – 27. Februar 2003 1 Woche | 1                                      | Carpark North                          | Carpark North                          | –                         |
| 28. Februar 2003 – 13. März 2003 2 Wochen | 2                                      | Julie                                  | Home                                   | –                         |
| 14. März 2003 – 20. März 2003 1 Woche | 1                                      | Kashmir                                | Zitilites                              | –                         |
| 21. März 2003 – 27. März 2003 1 Woche | 1                                      | Lars Lilholt                           | Nefertiti                              | –                         |
| 28. März 2003 – 3. April 2003 1 Woche (insgesamt 2) | 2                                      | Norah Jones                            | Come Away with Me                      | –                         |
| 4. April 2003 – 17. April 2003 2 Wochen | 2                                      | Céline Dion                            | One Heart                              | –                         |
| 18. April 2003 – 15. Mai 2003 4 Wochen | 4                                      | Shu-Bi-Dua                             | @Status                                | –                         |
| 16. Mai 2003 – 12. Juni 2003 4 Wochen | 4                                      | (Verschiedene Interpreten)             | M:G:P 2003                             | –                         |
| 13. Juni 2003 – 3. Juli 2003 3 Wochen | 3                                      | Metallica                              | St. Anger                              | –                         |
| 4. Juli 2003 – 24. Juli 2003 3 Wochen | 3                                      | På Slaget 12                           | Let’s Dance 3                          | –                         |
| 25. Juli 2003 – 31. Juli 2003 1 Woche | 1                                      | Evanescence                            | Fallen                                 | –                         |
| 1. August 2003 – 14. August 2003 2 Wochen (insgesamt 6) | 6                                      | Robbie Williams                        | Escapology                             | –                         |
| 15. August 2003 – 11. September 2003 4 Wochen | 4                                      | Big Fat Snake                          | One Night of Sin                       | –                         |
| 12. September 2003 – 25. September 2003 2 Wochen | 2                                      | Tim Christensen                        | Honeyburst                             | –                         |
| 26. September 2003 – 2. Oktober 2003 1 Woche | 1                                      | David Bowie                            | Reality                                | –                         |
| 3. Oktober 2003 – 9. Oktober 2003 1 Woche | 1                                      | Sting                                  | Sacred Love                            | –                         |
| 10. Oktober 2003 – 16. Oktober 2003 1 Woche | 1                                      | Dido                                   | Life for Rent                          | –                         |
| 17. Oktober 2003 – 30. Oktober 2003 2 Wochen | 2                                      | Robbie Williams                        | Live Summer 2003                       | –                         |
| 31. Oktober 2003 – 6. November 2003 1 Woche | 1                                      | Erann DD                               | That’s the Way for Me                  | –                         |
| 7. November 2003 – 20. November 2003 2 Wochen | 2                                      | R.E.M.                                 | In Time – The Best of R.E.M. 1988–2003 | –                         |
| 21. November 2003 – 8. Januar 2004 7 Wochen (insgesamt 11) | 11                                     | Kim Larsen & Kjukken                   | 7–9–13                                 | –                         |